# Doljak
Doljak je priimek več znanih Slovencev:
- Bogomila Doljak Klarič (1935—2016), kiparka, oblikovalka umetne obrti-ohranjevalka dediščine
- Bojan Doljak (*1974), farmacevt, prof. FFA
- Frančišek Doljak (1829—1905), cerkveni govornik in ljudski misijonar
- Irena Doljak, prof. slov.
- Josip Doljak (1820—1861), pravnik (sodnik) in politik
- Josip Doljak (1852—1927), gradbeni inženir na Hrvaškem
- Karlo Doljak (Karol/Carlo Doliac) (1805—1898), odvetnik in politik, prvi ustavni goriški župan (1851-61), nam. deželnega glavarja
- Leopold Doljak (1904—1952), avtoprevoznik, organist in zborovodja
- Matija Doljak (1822—1875), veleposestnik in politik
- Sara Ahlin Doljak (*1974), pravnica, odvetnica, prof.
- Štefan Doljak (1819—1876), učitelj in narodni buditelj, duhovnik? (župnik in dekan)